# Stenomacrus brevipennis
Stenomacrus brevipennis là một loài tò vò trong họ Ichneumonidae.